# Los chicos no lloran
Los chicos no lloran è l'ottavo album di studio (nono se si considera la raccolta di brani in italiano del 1982) del cantante spagnolo Miguel Bosé, pubblicato in Italia, nel 1990.

## Descrizione
L'album rappresenta il primo disco interamente cantato in lingua spagnola che l'artista iberico pubblica in Italia. Il titolo, Los chicos no lloran, è tratto dall'omonimo decimo pezzo, posto in chiusura del Lato B del vinile, e quindi di tutta l'opera. È una sorta di frase fatta, che corrisponde all'italiano "I ragazzi non piangono", riconducibile anche all'inglese "Boys don't cry", utilizzata, tra gli altri, anche dal gruppo anglo-sassone dei Cure, nel 1979, come titolo di uno dei loro brani più noti.
È il primo album di Bosé in versione unica, di cui non vengono realizzate edizioni alternative in altre lingue. I suoi dischi precedenti presentavano tutti una mescolanza, variamente equilibrata, di brani in inglese e in italiano, con qualche rara concessione alla sua madrelingua, mentre gli album pubblicati in Spagna contenevano soltanto pezzi in spagnolo. Concessioni minime alla lingua italiana sono costituite qui da alcuni inserti nel brano di apertura Bambú, e dal ritornello di Senza di te (oltre che, ovviamente, dal titolo di quest'ultima). La prima e l'ultima traccia di questo lavoro, rispettivamente Bambú e la title track Los chicos no lloran, all'epoca estratte anche come singoli (di cui soltanto il secondo promosso in Italia), sono state recentemente riproposte in altrettanti duetti, inseriti nelle versioni singole dell'ultimo album dell'artista, Papito, del 2007. Altri due brani, Manos vacías e Hojas secas, compaiono invece nella versione doppia dello stesso lavoro. Con un totale di quattro brani, Los chicos no lloran, uno dei suoi lavori più orecchiabili e meno ricordati, risulta dunque l'album di Miguel Bosé da cui viene tratto il maggior numero di duetti inclusi in Papito. Dopo Los chicos no lloran, Miguel resterà in silenzio come cantante, in Italia, fino al 1994 (la sua prima lunga pausa discografica in Italia), quando pubblicherà l'album "Sotto il segno di Caino", vincendo il Festivalbar di quell'anno con il singolo Se tu non torni.

## Tracce
1. Bambú – 4:52 (Bosé, Ferrario, Grilli)
2. Senza di te – 4:05 (Bosé, Ferrario, Grilli)
3. Manos vacías – 4:47 (Cid, Bolin)
4. Hojas secas – 3:39 (Erentxun, Bosé)
5. Si te cuentan que caí – 4:42 (Bosé, Giagni)
6. Nunca pasa nada – 3:53 (Bosé, Solfrini)
7. Aquel sendero – 4:09 (Bosé, Ferrario, Grilli)
8. Otro – 4:48 (Vega, Bosé)
9. Única libera radio – 4:59 (Bosé, Ferrario, Grilli)
10. Los chicos no lloran – 3:37 (Bosé, Ferrario, Grilli)
11. josephine – 4:40 (Bose, Michelon)

## Formazione
- Miguel Bosé: voce, cori in A1, A5
- Roberto Colombo: tastiera in A1, A2, B1, B2, B4, B5, cori in A1, B5
- Enzo Feliciati: tastiera in A3, A4, A5, B3; percussioni in A4, B3
- Lanfranco Ferrario: tastiera in A1, A2, B2, B4, B5
- Massimo Grilli: tastiera in A1, A2, B2, B4, B5
- Lele Melotti: batteria
- Paolo Costa: basso
- Marcello Cosenza: chitarra elettrica in A1, A2, A3, A5, B2, B3, B4, B5
- Graziano Accinni: chitarra elettrica in A1, A2, A3, B2, B4, B5
- Corrado Cacciaguerra: chitarra elettrica in A4
- José Miguel Carmona (Ketama): chitarra spagnola in B3
- Wally Fraza: percussioni in A1, A2, B1, B2, B4, B5
- Fabrizio Foschini: organo Hammond in A5
- Bruno Briscik: violoncello in B3
- Rino Sartorelli: sax in B1, B2, B4, B5
- Rafa Sánchez (La Unión): speciale partecipazione ai cori in A3
- Emilio "Webo" Cuervo: cori in A1, A2, A3, B1, B2, B3, B4, B5
- Andrea Bronston: cori in A1, A2, A5, B1, B2, B4, B5
- Mary Jamison: cori in A1, A2, B1, B2, B4, B5
- Juan Cánovas: cori in A1, A2, A3, B1, B2, B4, B5
- J. M. Guzmán: cori in A1, A2, A3, B1, B2, B4, B5

## Classifiche
| Classifica (1990) | Posizione massima |
| ----------------- | ----------------- |
| Messico           | 1                 |